# Grand Prix Argentyny Formuły 1
Grand Prix Argentyny – była runda Mistrzostw Świata Formuły 1.

## Historia
Tor powstał z inicjatywy argentyńskiego prezydenta Juana Perona po tym jak sukcesy zaczął odnosić Juan Manuel Fangio.
Tor został zbudowany poza Buenos Aires na bagnistym terenie w 1952 i był poświęcony pamięci admirała Guillerma Browna. Tor został otwarty w marcu 1952, a pierwszymi zawodami na nim rozegranymi był "PucharPerón", który wygrał Fangio. W 1953 odbyły się tu pierwsze zawody formuły 1 i były to zarazem pierwsze zawody poza Europą. Wyścigu nie ukończył bohater narodowy Fangio, który musiał się wycofać po 36 okrążeniach z powodu defektu swojego Maserati. Zwycięzcą tego wyścigu został Alberto Ascari jeżdżący Ferrari. Zwycięstwo to przyćmiła jednak tragedia jaka się wydarzyła na trybunach w wyniku której zginęło 9 osób.
Rok później zwycięzcą grand prix był już Fangio, który wygrał trzy z następnych czterech grand prix w Argentynie. W 1958 wygrał Stirling Moss, wyścig ten był ostatnim wyścigiem w karierze Fangio. Z końcem jego kariery i wygnaniem Perona w 1955 Grand Prix Argentyny zniknęło z kalendarza Formuły 1 w 1961.
Grand Prix Argentyny powróciło w 1972 z nowym bohaterem narodowym Carlosem Reutemannem. Reutemann zdobył pole position w swoim debiucie w mistrzostwach świata i został drugim kierowcą któremu udało się to osiągnąć. Wyścig wygrał Jackie Stewart. Grand Prix Argentyny pozostało w światku Formuły 1 do 1981, kiedy to Reutemann skończył karierę, a Argentyna brała udział w wojnie o Falklandy.
Prywatni przedsiębiorcy zakupili tor w 1991 i zaczęli go modernizować. Grand prix Argentyny powróciło w 1995, kiedy wygrał Damon Hill. Hill wygrał także rok później w 1996, kiedy to zdobywał tytuł mistrza świata. W 1997 Jacques Villeneuve wygrał wyścig i także zdobył później tytuł mistrza świata. Z powodu problemów finansowych wyścig w 1998 był ostatnim Grand Prix Argentyny. Ostatnim zwycięzcą jest Michael Schumacher.

## Zwycięzcy Grand Prix Argentyny
| Sezon | Kierowca                       | Konstruktor      | Tor          |        |
| ----- | ------------------------------ | ---------------- | ------------ | ------ |
| 1953  | Alberto Ascari                 | Ferrari          | Buenos Aires | Wyniki |
| 1954  | Juan Manuel Fangio             | Maserati         | Buenos Aires | Wyniki |
| 1955  | Juan Manuel Fangio             | Mercedes-Benz    | Buenos Aires | Wyniki |
| 1956  | Juan Manuel Fangio Luigi Musso | Ferrari          | Buenos Aires | Wyniki |
| 1957  | Juan Manuel Fangio             | Maserati         | Buenos Aires | Wyniki |
| 1958  | Stirling Moss                  | Cooper-Climax    | Buenos Aires | Wyniki |
| 1960  | Bruce McLaren                  | Cooper-Climax    | Buenos Aires | Wyniki |
| 1971  | Chris Amon                     | Matra-Ford       | Buenos Aires | Wyniki |
| 1972  | Jackie Stewart                 | Tyrrell-Ford     | Buenos Aires | Wyniki |
| 1973  | Emerson Fittipaldi             | Lotus-Ford       | Buenos Aires | Wyniki |
| 1974  | Denny Hulme                    | McLaren-Ford     | Buenos Aires | Wyniki |
| 1975  | Emerson Fittipaldi             | McLaren-Ford     | Buenos Aires | Wyniki |
| 1977  | Jody Scheckter                 | Wolf-Ford        | Buenos Aires | Wyniki |
| 1978  | Mario Andretti                 | Lotus-Ford       | Buenos Aires | Wyniki |
| 1979  | Jacques Laffite                | Ligier-Ford      | Buenos Aires | Wyniki |
| 1980  | Alan Jones                     | Williams-Ford    | Buenos Aires | Wyniki |
| 1981  | Nelson Piquet                  | Brabham-Ford     | Buenos Aires | Wyniki |
| 1995  | Damon Hill                     | Williams-Renault | Buenos Aires | Wyniki |
| 1996  | Damon Hill                     | Williams-Renault | Buenos Aires | Wyniki |
| 1997  | Jacques Villeneuve             | Williams-Renault | Buenos Aires | Wyniki |
| 1998  | Michael Schumacher             | Ferrari          | Buenos Aires | Wyniki |